# Campeonato Mundial de Atletismo de 2011 - Salto em altura masculino
O salto em altura masculino do Campeonato Mundial de Atletismo de 2011 foi disputada entre os adias 30 de agosto e 1 de setembro  no Daegu Stadium, em Daegu

## Recordes
Antes desta competição, os recordes mundiais e do campeonato nesta prova eram os seguintes:
| Tipo                  | Atleta           | Altura | Local     | Data                 | Ref |
| --------------------- | ---------------- | ------ | --------- | -------------------- | --- |
|                       | Javier Sotomayor | 2,45   | Salamanca | 27 de julho de 1993  | ver |
| Recorde do campeonato | Javier Sotomayor | 2,40   | Stuttgart | 22 de agosto de 1993 | ver |

## Medalhistas
| Ouro                 | Prata                 | Bronze             |
| Jesse Williams (USA) | Aleksey Dmitrik (RUS) | Trevor Barry (BAH) |

## Cronograma
| Data          | Hora  | Evento        |
| ------------- | ----- | ------------- |
| 30 de agosto  | 10:10 | Primeira fase |
| 1 de setembro | 19:10 | Final         |

Todos os horários são horas locais (UTC +9)

## Resultados

### Primeira fase
Qualificação: Desempenho de qualificação 2,31 m (Q) ou pelo menos 12 melhores (q) avançam para a final. 
| Colocação | Atleta               | Nacionalidade  | Altura        | Resultados | Resultados | Resultados | Resultados | Resultados | Resultados |
|           |                      |                |               | 2,16       | 2,21       | 2,25       | 2,28       | 2,31       |            |
| --------- | -------------------- | -------------- | ------------- | ---------- | ---------- | ---------- | ---------- | ---------- | ---------- |
| 1         | Darvin Edwards       | Santa Lúcia    | 2,31 (Q) (NR) | o          | o          | xo         | o          | o          |            |
| 2         | Jesse Williams       | Estados Unidos | 2,31 (Q)      | -          | o          | o          | o          | xo         |            |
| 3         | Donald Thomas        | Bahamas        | 2,31 (Q)      | xo         | o          | xxo        | o          | xo         |            |
| 4         | Jaroslav Bába        | Chéquia        | 2,31 (Q)      | -          | o          | o          | o          | xxo        |            |
| 5         | Dmytro Dem'yanyuk    | Ucrânia        | 2,31 (Q)      | o          | xo         | o          | xo         | xxo        |            |
| 6         | Aleksey Dmitrik      | Rússia         | 2,28 (q)      | o          | o          | o          | o          | xxx        |            |
| 7         | Erik Kynard          | Estados Unidos | 2,28          | o          | o          | xo         | o          | xxx        |            |
| 8         | Eike Onnen           | Alemanha       | 2,28          | o          | o          | xo         | xo         | xxx        |            |
| 9         | Konstadínos Baniótis | Grécia         | 2,28          | o          | xo         | o          | xo         | xxx        |            |
| 10        | Bohdan Bondarenko    | Ucrânia        | 2,28          | o          | o          | xo         | xo         | xxx        |            |
| 11        | Tom Parsons          | Grã-Bretanha   | 2,25          | o          | xo         | xo         | xxx        |            |            |
| 12        | Raivydas Stanys      | Lituânia       | 2,25          | o          | o          | xxo        | xxx        |            |            |
| 13        | Rožle Prezelj        | Eslovênia      | 2,25          | o          | xo         | xxo        | xxx        |            |            |
| 14        | Majed Aldin Ghazal   | Síria          | 2,21          | o          | o          | xxx        |            |            |            |
| 15        | Edgar Rivera         | México         | 2,21          | o          | xo         | xxx        |            |            |            |
| 16        | Víctor Moya          | Cuba           | 2,21          | o          | xxo        | xxx        |            |            |            |
|           | Yun Ye-hwan          | Coreia do Sul  | NM            | xxx        |            |            |            |            |            |

| Colocação | Atleta                 | Nacionalidade  | Altura        | Resultados | Resultados | Resultados | Resultados | Resultados | Resultados |
|           |                        |                |               | 2,16       | 2,21       | 2,25       | 2,28       | 2,31       |            |
| --------- | ---------------------- | -------------- | ------------- | ---------- | ---------- | ---------- | ---------- | ---------- | ---------- |
| 1         | Dimítrios Hondrokoúkis | Grécia         | 2,31 (Q)      | o          | o          | o          | o          | o          |            |
| 2         | Mutaz Essa Barshim     | Catar          | 2,31 (Q)      | o          | o          | o          | xo         | o          |            |
| 3         | Ivan Ukhov             | Rússia         | 2,31 (Q)      | o          | o          | xo         | xo         | o          |            |
| 4         | Aleksandr Shustov      | Rússia         | 2,31 (Q)      | o          | o          | xo         | o          | xo         |            |
| 5         | Zhang Guowei           | China          | 2,31 (Q) (PB) | o          | o          | o          | xo         | xxo        |            |
| 6         | Trevor Barry           | Bahamas        | 2,28 (q)      | o          | o          | o          | o          | xxx        |            |
| 7         | Raúl Spank             | Alemanha       | 2,28 (q)      | -          | o          | o          | o          | xxx        |            |
| 8         | Viktor Ninov           | Bulgária       | 2,28          | o          | xo         | xo         | xo         | xxx        |            |
| 9         | Silvano Chesani        | Itália         | 2,25          | xo         | xxo        | xxo        | xxx        |            |            |
| 10        | Diego Ferrín           | Equador        | 2,21          | o          | o          | xxx        |            |            |            |
| 11        | Kabelo Kgosiemang      | Botswana       | 2,21          | xxo        | o          | xxx        |            |            |            |
| 12        | Andriy Protsenko       | Ucrânia        | 2,21          | xo         | xo         | xxx        |            |            |            |
| 13        | Martyn Bernard         | Grã-Bretanha   | 2,21          | xxo        | xxo        | xxx        |            |            |            |
| 14        | Dusty Jonas            | Estados Unidos | 2,16          | o          | xxx        |            |            |            |            |
| 15        | Osku Torro             | Finlândia      | 2,16          | xxo        | xxx        |            |            |            |            |
| 16        | Dmitry Kroyter         | Israel         | 2,16          | xxo        | xxx        |            |            |            |            |
|           | Kyriákos Ioánnou       | Chipre         | DNS           |            |            |            |            |            |            |

### Final
A final foi iniciada as 19:10. 
| Colocação         | Atleta                  | Nacionalidade  | 2.20 | 2.25 | 2.29 | 2.32 | 2.35 | 2.37 | Resultado | Notas |
| ----------------- | ----------------------- | -------------- | ---- | ---- | ---- | ---- | ---- | ---- | --------- | ----- |
| Medalha de ouro   | Jesse Williams          | Estados Unidos | o    | o    | o    | o    | o    | xxx  | 2.35      |       |
| Medalha de prata  | Aleksey Dmitrik         | Rússia         | o    | o    | xo   | xo   | xo   | xxx  | 2.35      |       |
| Medalha de bronze | Trevor Barry            | Bahamas        | o    | o    | -    | o    | xxx  |      | 2.32      | PB    |
| 4                 | Jaroslav Bába           | Chéquia        | o    | o    | xxo  | o    | xxx  |      | 2.32      |       |
| 5                 | Dimítrios Chondrokoúkis | Grécia         | o    | o    | o    | xxo  | xxx  |      | 2.32      | PB    |
| 5                 | Ivan Ukhov              | Rússia         | o    | o    | o    | xxo  | xxx  |      | 2.32      |       |
| 7                 | Mutaz Essa Barshim      | Catar          | o    | xo   | xo   | xxo  | xxx  |      | 2.32      |       |
| 8                 | Aleksandr Shustov       | Rússia         | o    | xo   | x    | xxx  |      |      | 2.29      |       |
| 9                 | Raul Spank              | Alemanha       | o    | o    | xo   | xxx  |      |      | 2.29      |       |
| 10                | Zhang Guowei            | China          | xo   | o    | xxx  |      |      |      | 2.25      |       |
| 11                | Donald Thomas           | Bahamas        | o    | xxx  |      |      |      |      | 2.20      |       |
| 12                | Darvin Edwards          | Santa Lúcia    | xo   | xxx  |      |      |      |      | 2.20      |       |
| 12                | Dmytro Dem'yanyuk       | Ucrânia        | xo   | xxx  |      |      |      |      | 2.20      |       |

Legenda
| Recorde mundial       | Recorde mundial (World record)               |                       | Recorde africano                      | Recorde africano (African) |                                           | Q | Classificado por posição (Qualified) |
| Recorde do campeonato | Recorde do campeonato (Championship record)  | Recorde da América    | Recorde da América (Americas)         | q                          | Classificado por melhor tempo (Qualified) |   |                                      |
| Melhor marca do ano   | Melhor marca do ano (World leading)          | Recorde asiático      | Recorde asiático (Asian)              | DNS                        | Não largou (Did not start)                |   |                                      |
| Recorde nacional      | Recorde nacional (National record)           | Recorde europeu       | Recorde europeu (European)            | DNF                        | Não terminou (Did not finish)             |   |                                      |
| Recorde pessoal       | Recorde pessoal do atleta (Personal best)    | Recorde da Oceania    | Recorde da Oceania (Oceania)          | DSQ / DQ                   | Desclassificado (Disqualified)            |   |                                      |
| Recorde da temporada  | Recorde da temporada do atleta (Season best) | Recorde sul-americano | Recorde sul-americano (South America) | NM                         | Sem marca (No mark)                       |   |                                      |